# استان گائول
استان گائول (به لاتین: Gaoual Prefecture) یک منطقهٔ مسکونی در گینه است که در ناحیه بوکه واقع شده‌است. استان گائول ۷٬۷۵۸ کیلومتر مربع مساحت و ۱۹۴٬۲۴۵ نفر جمعیت دارد.